# Heinrich von Breymann
Friedrich Heinrich Christoph von Breymann (geboren nach 1724; gestorben am 7. Oktober 1777 in Bemis Heights) war ein deutscher Offizier, der im Amerikanischen Unabhängigkeitskrieg (1775 bis 1777) auf der Seite Großbritanniens kämpfte.

## Leben
Von Breymann entstammte einer Adelsfamilie. Er war ein Sohn von Heinrich Julius von Breymann (geboren am 11. November 1697 in Salder) und dessen Frau (⚭ 25. April 1723) Christina Marie von Hudenbergen (oder von Hodenberg, ein Geschlecht aus dem Uradel der Grafschaft Hoya). Das Paar hatte mehrere Kinder, darunter wohl sechs Töchter.
- Statius oder Statz Christoph von Breymann (* 3. März 1724), Kapitän des Herzogs von Braunschweig-Lüneburg, ⚭ 25. Juni 1755 Lucia Katharina Kamlah
- Heinrich Christoph von Breymann
- Hartwig von Breymann, Offizier
- Charlotte Rebecka ⚭ 2. August 1753, August Wilhelm Burchard Kamlah

Von Breymann war einer der Offiziere, die am Saratoga-Feldzug teilnahmen. Die Braunschweiger hatten zu den ersten deutschen Staaten gehört, die mit Großbritannien einen Vertrag für die Lieferung von Truppen (insgesamt 4.300 Mann) unterzeichneten. Die braunschweigischen Entsatztruppen zur Unterstützung gegen den amerikanischen Unabhängigkeitskampf schifften sich in Stade ein, um nach Québec überzusetzen, wo sie am 1. Juni 1776 eintrafen.
Von Breymann war Oberst des nach ihm benannten Grenadierbataillons „Breymann“ und Befehlshaber des Advance-Korps, das aus den Truppen von Hessen-Hanau (Artillerie), dem Leichtbataillon „Barner“ und seinen Braunschweiger Jägern und Breymanns Grenadieren bestand.
John Burgoyne, der Oberkommandant der Truppen, sandte von Breymann mit rund 650 Mann am Morgen des 15. August zur Unterstützung des Oberstlieutenant Baum aus. Sie hatten nur leichtes Gepäck und zwei kleinere Feldgeschütze bei sich und die zu überwindende Distanz betrug lediglich 24 Meilen. Trotzdem legte von Breymann bei regnerischem Wetter und schlechten Wegen nur die Hälfte der Strecke zurück. Sie erreichten den Kampfplatz erst am nächsten Tag, als Baum gefallen und seine Truppen bereits in Gefangenschaft waren. Von Breymann trat daher nach einem Scharmützel, bei dem er ein Drittel seiner Männer verlor, den Rückzug an. Als Burgoyne davon erfuhr, brach er auf, um von Breymann zu retten. Die Amerikaner machten indessen rund 780 Gefangene, darunter fast 400 Deutsche. Von Breymanns Korps hatte 231 Tote, Verwundete und Vermisste zu beklagen. Er wurde von Burgoyne kritisiert, dass er seine Truppen zu langsam herangeführt und somit die Expedition, die der Verpflegung der Truppen diente, nicht gerettet habe.
Von Breymann wurde in Bennington verwundet und schließlich bei Bemis Heights in der nach ihm benannten Redoute (Breymann’s Redoute) durch einen Schuss der eigenen Truppen getötet.
Seine Nachfahren leben heute in Deutschland, Österreich und den USA.